# Astrocottus regulus
Astrocottus regulus är en fiskart som beskrevs av Tsuruoka, Maruyama och Yoshitaka Yabe 2008. Astrocottus regulus ingår i släktet Astrocottus och familjen simpor. Inga underarter finns listade.